# Д’Аламбер, Жан Лерон
Жан Леро́н Д’Аламбе́р (д’Аламбер, Даламбер; фр. Jean Le Rond D'Alembert, d'Alembert; 16 ноября 1717 — 29 октября 1783) — французский учёный-энциклопедист. Широко известен как философ, математик и механик.
Член Парижской академии наук (1740), Французской Академии (1754), Лондонского королевского общества (1748), Петербургской академии наук (1764) и других академий.

## Биография
Д’Аламбер был незаконным сыном маркизы де Тансен и, по всей вероятности, австрийского герцога Леопольда Филиппа Аренберга. Вскоре после рождения младенец был подкинут матерью на ступени парижской «Круглой церкви Св. Иоанна», которая располагалась у северной башни Собора Парижской Богоматери. По обычаю, в честь этой церкви ребёнок был назван Жаном Лероном. Вначале ребёнка поместили в Больницу Подкидышей. Затем доверенное лицо герцога артиллерийский офицер Луи-Камю Детуш, получивший деньги для воспитания мальчика, устроил его в семье стекольщика Руссо.
Вернувшись во Францию, Детуш привязался к мальчику, часто навещал его, помогал приёмным родителям и оплатил образование Д’Аламбера. Мать-маркиза никакого интереса к сыну так и не проявила. Позднее, став знаменитым, Д’Аламбер никогда не забывал стекольщика и его жену, помогал им материально и всегда с гордостью называл своими родителями.
Фамилия Д’Аламбер, по одним сведениям, произведена из имени его приёмного отца Аламбера, по другим — придумана самим мальчиком или его опекунами: сначала Жан Лерон был записан в школе как Дарамбер (Daremberg), потом сменил это имя на D’Alembert. Название «Даламбер» было предложено Фридрихом Великим для предполагаемой (но не существующей) луны Венеры.
1726: Детуш, уже ставший генералом, неожиданно умирает. По завещанию Д’Аламбер получает пособие в 1200 ливров в год и препоручается вниманию родственников. Мальчик воспитывается наряду с двоюродными братьями и сёстрами, но живёт по-прежнему в семье стекольщика. Он жил в доме приёмных родителей до 1765 года, то есть до 48-летнего возраста.
Рано проявившийся талант позволил мальчику получить хорошее образование — сначала в коллегии Мазарини (получил степень магистра свободных наук), затем в Академии юридических наук, где он получил звание лиценциата прав. Однако профессия адвоката ему была не по душе, и он стал изучать математику. Он также интересовался медициной.
Уже в возрасте 22 лет Д’Аламбер представил Парижской академии свои сочинения, а в 23 года был избран адъюнктом Академии. В 1746 году он был избран в Берлинскую академию, а в 1748 году членом Лондонского Королевского общества.
1743: вышел «Трактат о динамике», где сформулирован фундаментальный «Принцип Д’Аламбера», сводящий динамику несвободной системы к статике. Здесь он впервые сформулировал общие правила составления дифференциальных уравнений движения любых материальных систем.
Позже этот принцип был применен им в трактате «Рассуждения об общей причине ветров» (1774) для обоснования гидродинамики, где он доказал существование — наряду с океанскими — также и воздушных приливов.
1748: блестящее исследование задачи о колебаниях струны.
С 1751 года Д’Аламбер работал вместе с Дидро над созданием знаменитой «Энциклопедии наук, искусств и ремёсел». Статьи 17-томной «Энциклопедии», относящиеся к математике и физике, написаны Д’Аламбером. В 1757 году, не выдержав преследований реакции, которым подвергалась его деятельность в «Энциклопедии» (свою роль сыграл и скандала вокруг его статьи «Женева» в 7-м томе), он отошёл от её издания и целиком посвятил себя научной работе (хотя статьи для «Энциклопедии» продолжал писать и руководить её физико-математическим отделом). «Энциклопедия» сыграла большую роль в распространении идей Просвещения и идеологической подготовке Французской революции.
1754: Д’Аламбер становится членом Французской Академии.
1764: в статье «Размерность» (для Энциклопедии) впервые высказана мысль о возможности рассматривать время как четвёртое измерение.
Д’Аламбер вёл активную переписку с российской императрицей Екатериной II. В середине 1760-х годов Д’Аламбер был приглашён ею в Россию в качестве воспитателя наследника престола, однако приглашения не принял. В 1764 г. был избран иностранным почётным членом Петербургской академии наук.
1772: Д’Аламбер избран непременным секретарём Французской Академии. В 1781 году он был избран иностранным почетным членом Американской академии искусств и наук.
1783: после долгой болезни Д’Аламбер умер. Церковь отказала «отъявленному атеисту» в месте на кладбище, и его похоронили в общей могиле, ничем не обозначенной.
В честь Д’Аламбера назван кратер на обратной стороне Луны.

## Научные достижения

### Математика
В первых томах знаменитой «Энциклопедии» Д’Аламбер поместил важные статьи: «Дифференциалы»,
«Уравнения», «Динамика» и «Геометрия», в которых подробно излагал свою точку зрения на актуальные проблемы науки.
Исчисление бесконечно малых Д’Аламбер стремился обосновать с помощью теории пределов, близкой к ньютоновскому пониманию «метафизики анализа». Он назвал одну величину пределом другой, если вторая, приближаясь к первой, отличается от неё менее чем на любую заданную величину. «Дифференцирование уравнений состоит попросту в том, что находят пределы отношения конечных разностей двух переменных, входящих в уравнение» — эта фраза могла бы стоять и в современном учебнике. Он исключил из анализа понятие актуальной бесконечно малой, допуская его лишь для краткости речи.
Перспективность его подхода несколько снижалась тем, что стремление к пределу он почему-то понимал как монотонное (видимо, чтобы {\displaystyle \Delta x\neq 0}), да и внятной теории пределов Д’Аламбер не дал, ограничившись теоремами о единственности предела и о пределе произведения. Большинство математиков (в том числе Лазар Карно) возражали против теории пределов, так как она, по их мнению, устанавливала излишние ограничения — рассматривала бесконечно малые не сами по себе, а всегда в отношении одной к другой, и нельзя было в стиле Лейбница свободно использовать алгебру дифференциалов. И всё же подход Д’Аламбера к обоснованию анализа в конце концов одержал верх — правда, только в XIX веке.
В теории рядов его имя носит широко употребительный достаточный признак сходимости.
Основные математические исследования Д’Аламбера относятся к теории дифференциальных уравнений, где он дал метод решения дифференциального уравнения 2-го порядка в частных производных, описывающего поперечные колебания струны (волнового уравнения). Д’Аламбер представил решение как сумму двух произвольных функций, и по т. н. граничным условиям сумел выразить одну из них через другую. Эти работы Д’Аламбера, а также последующие работы Л. Эйлера и Д. Бернулли составили основу математической физики.
В 1752 году, при решении одного дифференциального уравнения с частными производными эллиптического типа (модель обтекания тела), встретившегося в гидродинамике, Д’Аламбер впервые применил функции комплексного переменного. У Д’Аламбера (а вместе с тем и у Л. Эйлера) встречаются те уравнения, связывающие действительную и мнимую части аналитической функции, которые впоследствии получили название условия Коши — Римана, хотя по справедливости их следовало бы назвать условиями Д’Аламбера — Эйлера. Позже те же методы применялись в теории потенциала. С этого момента начинается широкое и плодотворное использование комплексных величин в гидродинамике.
Д’Аламберу принадлежат также важные результаты в теории обыкновенных дифференциальных уравнений с постоянными коэффициентами и систем таких уравнений 1-го и 2-го порядков.
Д’Аламбер дал первое (не вполне строгое) доказательство основной теоремы алгебры. Во Франции она называется теоремой Д’Аламбера — Гаусса.

### Физика, механика и другие работы
Выше уже упоминался открытый им принцип Д’Аламбера, указавший, как строить математическую модель движения несвободных систем.
Выдающийся вклад Д’Аламбер внёс также в небесную механику. Он обосновал теорию возмущения планет и первым строго объяснил теорию предварения равноденствий и нутации.
Опираясь на систему Фрэнсиса Бэкона, Д’Аламбер классифицировал науки, положив начало современному понятию «гуманитарные науки».
Д’Аламберу принадлежат также работы по вопросам музыкальной теории и музыкальной эстетики: трактат «О свободе музыки», в котором подведены итоги т. н. войны буффонов — борьбы вокруг вопросов оперного искусства, и др.

### Философия
Из философских работ наиболее важное значение имеют вступительная статья к «Энциклопедии», «Очерк происхождения и развития наук» (1751, рус. пер. в книге «Родоначальники позитивизма», 1910), в которой дана классификация наук, и «Элементы философии» (1759).
В теории познания вслед за Дж. Локком Д’Аламбер придерживался сенсуализма. В решении основных философских вопросов Д’Аламбер склонялся к скептицизму, считая невозможным что-либо достоверно утверждать о Боге, взаимодействии его с материей, вечности или сотворённости материи и т. п. Сомневаясь в существовании Бога и выступая с антиклерикальной критикой, Д’Аламбер, однако, не встал на позиции атеизма.
В отличие от французских материалистов, Д’Аламбер считал, что существуют неизменные, не зависящие от общественной среды нравственные принципы. Взгляды Д’Аламбера по вопросам теории познания и религии были подвергнуты критике со стороны Дидро в произведении: «Сон Д’Аламбера» (1769), «Разговор Д’Аламбера и Дидро» (1769) и др.

## Цитаты
- Работайте, работайте — а понимание придёт потом.
- Я не могу считать законным трату своих избытков, пока другие люди лишены необходимого…
- Истинное равенство граждан состоит в том, чтобы все они одинаково были подчинены законам.

## Труды
- D'Alembert, Jean Le Rond. Traité de dynamique. — 2nd. — Gabay (1990 reprint), 1743.
- Oeuvres philosophiques, historiques et litteraires. Т. I—XVII, — P., 1805.
- Œuvres complètes. Т. 1-5. — P., 1821-22. — (Repr. 2002, ISBN 2-271-06013-3).
- English translation of part of the Encyclopédie of Diderot and d’Alembert.

### Переводы на русский язык
- Извлечение из мемуара «О равновесии жидкостей». // Клеро А. Теория фигуры Земли, основанная на началах гидростатики. — Л., 1947.
- О фигуре Земли. // В кн.: Клеро А. Теория фигуры Земли, основанная на началах гидростатики. — Л., 1947.
- Динамика. — М.-Л.: Гостехиздат, 1950. — 315 с. — (Серия: Классики естествознания).
- История в энциклопедии Дидро и Д’Аламбера / Пер. с франц. и прим. Н. В. Ревуненковой. Под общ. ред. А. Д. Люблинской. — Л.: Наука, 1978. — 312 с.
- Философия в «Энциклопедии» Дидро и Д’Аламбера. — М.: Наука, 1994. — 720 с. — ISBN 5-02-008196-5